# هيرفيراس
هيرفيراس (بالبرتغالية: Herveiras‏)؛ بلدية في ولاية ريو غراندي دو سول في البرازيل.